# Villafranca Montes de Oca

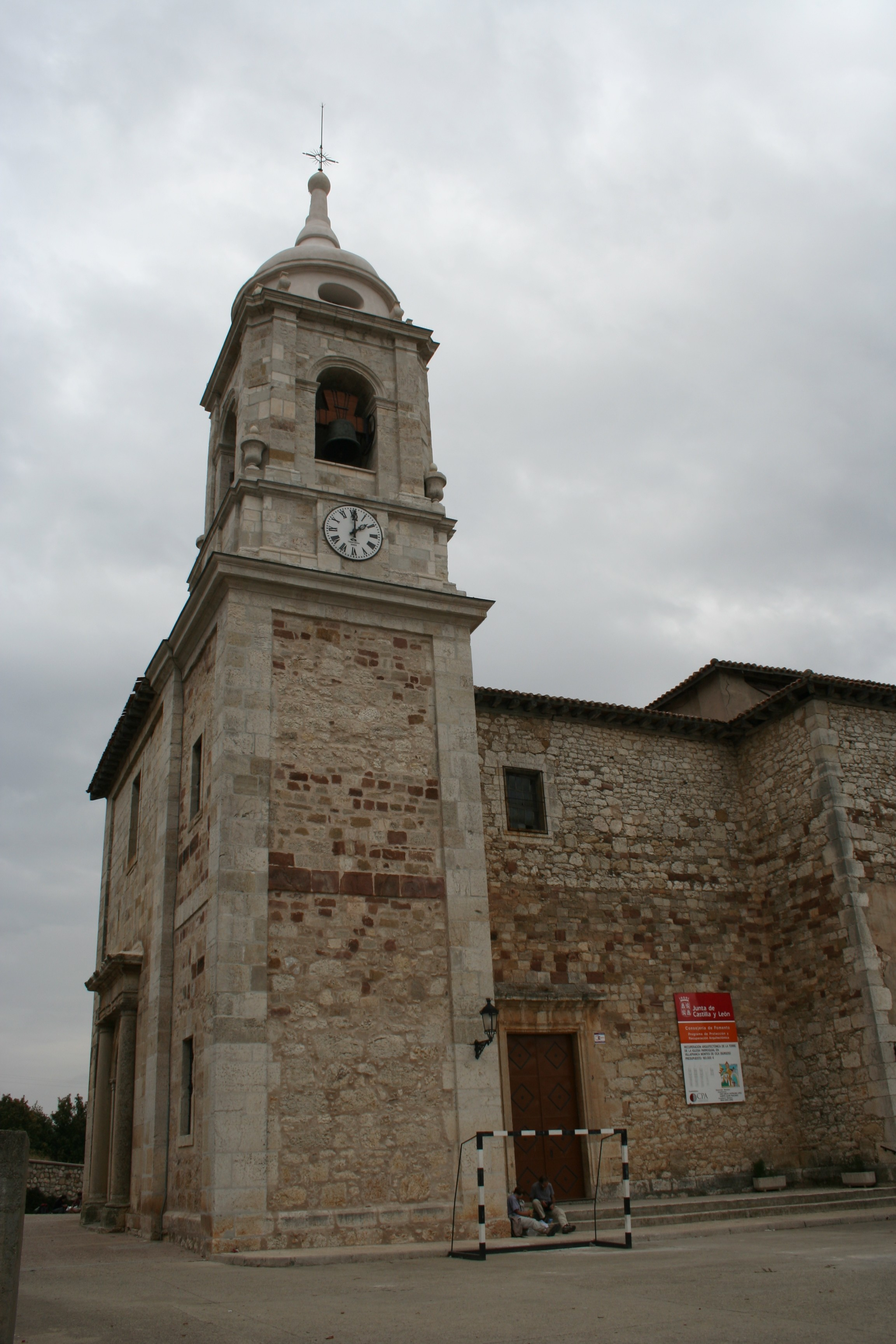
Iglesia

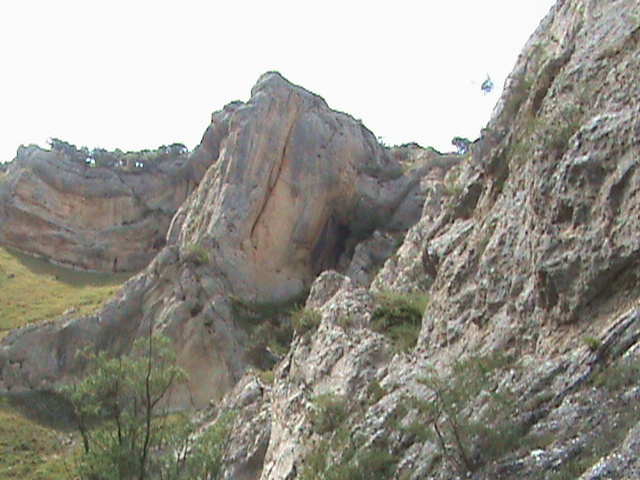
Cueva de los Moros

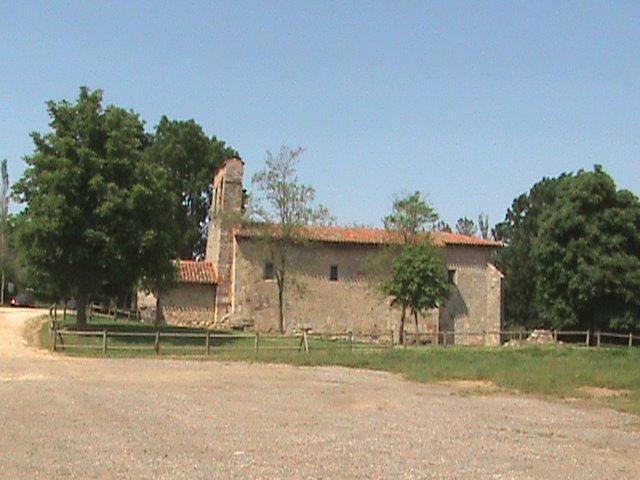
Ermita de Oca

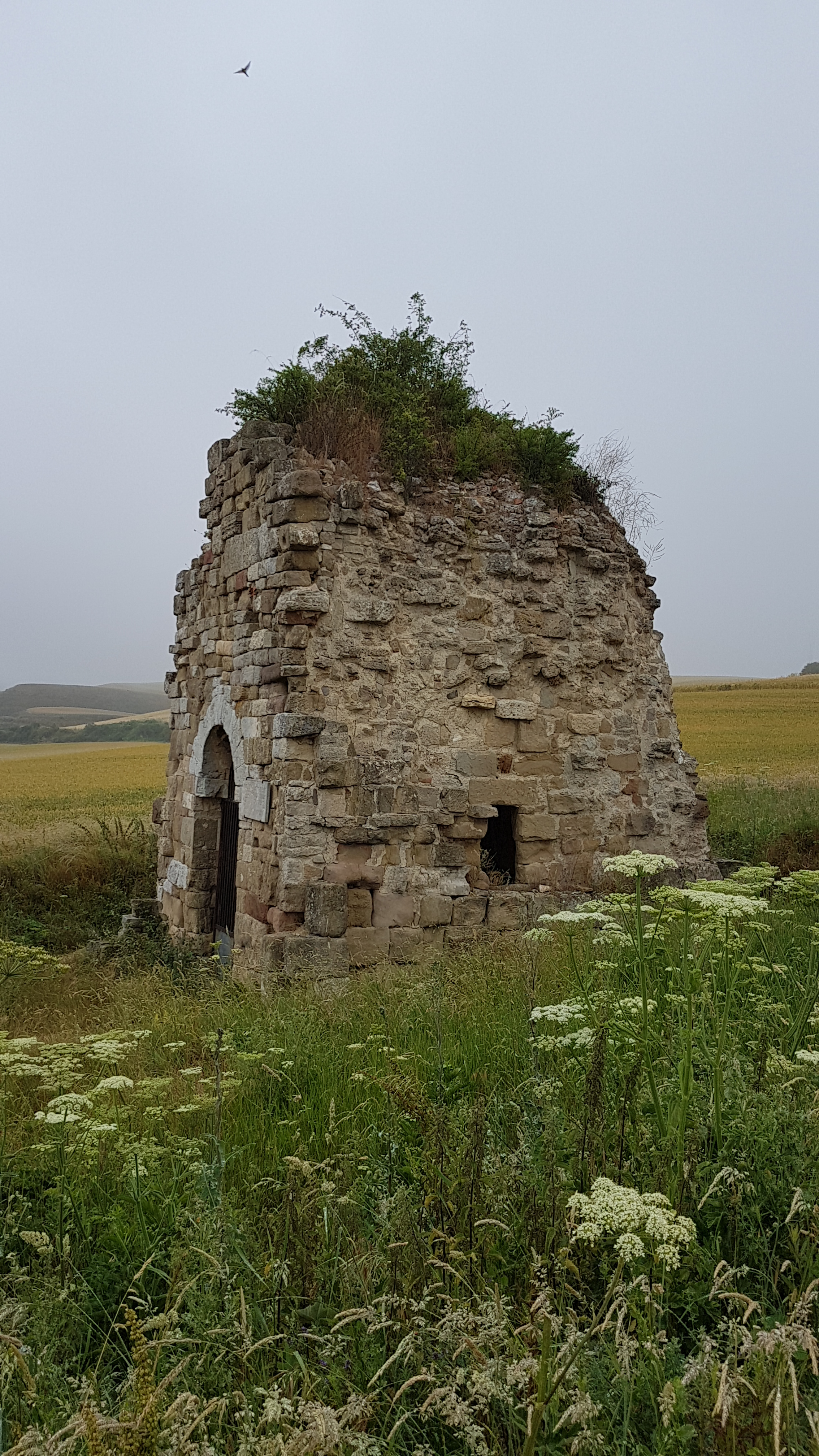
Ruinas de la ermita de San Felices de Oca, donde, según la tradición, fue enterrado Diego Porcelos.

Villafranca Montes de Oca es un municipio y localidad española de la provincia de Burgos, en la comunidad autónoma de Castilla y León, partido judicial de Briviesca, comarca de Montes de Oca.

## Geografía
Situada en pleno Camino de Santiago, dista de Burgos 36 km (en dirección oeste) y de Logroño 78 km (en dirección este). Otros pueblos cercanos son Briviesca (25 km al norte) y Belorado (11 km al este).
Con un censo que no llega a 150 personas, la población real es bastante menor, quedando aproximadamente sesenta vecinos en los meses de invierno.
Situada a 948 metros sobre el nivel del mar, presenta inviernos fríos y veranos templados, con varias nevadas al año. El clima es continental.
El casco urbano es una larga tira de casas de 1 km aproximadamente, colocadas a un lado y otro de la transitada carretera N-120 (Logroño–Vigo), que funciona como calle mayor. Existe un proyecto para desviar la carretera por fuera del casco urbano, y convertirla en la autovía A-12, debido a los diferentes puntos negros que hay en el pueblo y alrededores, donde año tras año vuelcan numerosos camiones de gran tonelaje al finalizar el descenso del puerto de La Pedraja.
El río que cruza el pueblo de sur a norte es el río Oca afluente directo del Ebro. En la actualidad, aunque sus aguas están prácticamente intactas al ser el primer pueblo por donde pasa, ya no se puede encontrar la pesca y los cangrejos que lo poblaban hasta finales de los años 70.

### Clima
El clima predominante es una variedad algo más fría y húmeda del clima mediterráneo continentalizado. En verano la temperatura sube con frecuencia por encima de 32 °C de día para descender hasta los 15 °C de noche. Los inviernos son fríos y rigurosos, con nevadas habituales (2 o 3 al año) y con temperaturas bajo cero la mayoría de noches.

### Fauna y flora
- Fauna: 
  - Jabalí
  - Perdiz
  - Corzo
  - Pato
  - Conejo de monte
- Flora: 
  - Roble
  - Pino
  - Haya
  - Chopo
  - Níspero

## Historia
Fundada como Auca por los romanos, algo más al sur de su enclave actual, fue semidestruida por la invasión musulmana en el siglo VIII. A medida que avanzaba su reconstrucción, ya en la Edad Media, su casco urbano fue trasladándose poco a poco hacia el norte, en pleno valle del Oca.
En las ruinas de la ermita de San Felices (1 km al norte del actual casco urbano), se dice que está enterrado el fundador de la ciudad de Burgos, Diego Porcelos.
Villafranca fue Sede Episcopal, hasta su traslado a Gamonal, actualmente barrio de Burgos, en 1075.
Villa cabecera de la Hermandad de Villafranca Montes de Oca en el partido Juarros, uno de los catorce que formaban la Intendencia de Burgos durante el periodo comprendido entre 1785 y 1833, tal como se recoge en el Censo de Floridablanca de 1787. Tenía jurisdicción de realengo con alcalde ordinario, con jurisdicción sobre doce lugares.
A la caída del Antiguo Régimen queda constituida como ayuntamiento constitucional del mismo nombre en el partido de Belorado, región de Castilla la Vieja, contaba entonces con 458 habitantes.

## Demografía
Villafranca Montes de Oca cuenta con una población de 122 habitantes (INE 2024).
| Gráfica de evolución demográfica de Villafranca Montes de Oca entre 1842 y 2021 |
| |
| Población de derecho según los censos de población del INE. Población de hecho según los censos de población del INE.Entre el censo de 1930 y el anterior, crece el término del municipio porque incorpora a Ocón de Villafranca. |

## Economía
Debido a la dureza del clima de Villafranca, y su situación en las faldas de los Montes de Oca, su actividad económica principal es la agricultura y ganadería, y en menor medida la explotación forestal.

## Patrimonio
- Ermita de San Felices (restos, siglo X)
- Ermita de Oca
- Fuente de San Indalecio (asociada a la leyenda del martirio de este varón apostólico)

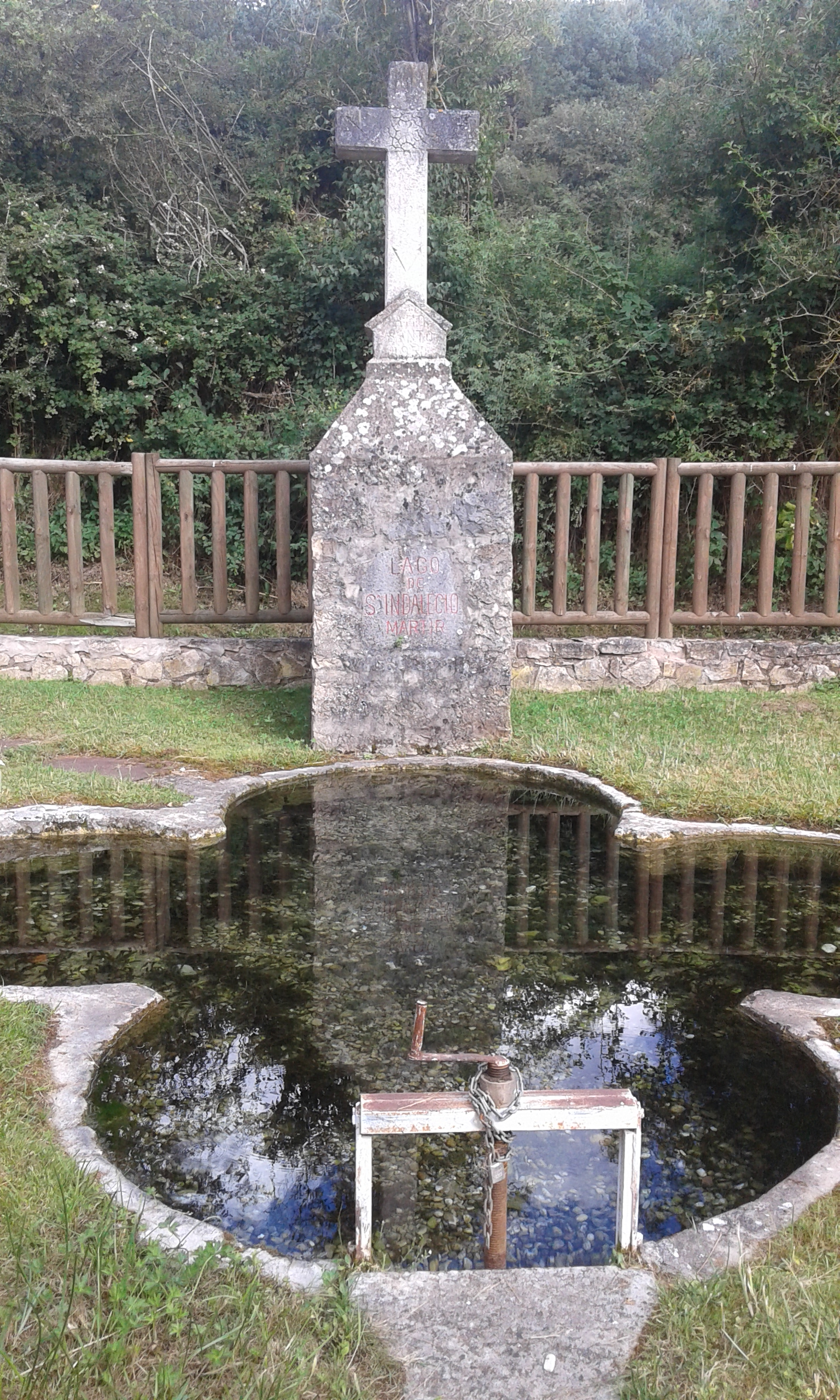
Fuente de San Indalecio junto al río Oca

- Hospital de San Antonio Abad (1380)[4]
- Iglesia de Santiago Apóstol (finales del siglo XVIII)

Al pie de la carretera, entre la iglesia y el ayuntamiento se halla el monumento al labrador. A la entrada de la iglesia se encuentra una concha gigante (Tridacna gigas), que pesa alrededor de 65 kg, como pila de gua bendita. Puede ser vista los domingos en horario de misa, o durante el verano, ya que abre sus puertas para disfrute de los peregrinos. A 3 km en dirección a Burgos, en pleno Camino de Santiago y en el punto más alto del mismo en la provincia, está erigido un monumento dedicado a la memoria de los fusilados de la guerra civil. En el monumento pone: "No fue inútil su muerte, fue inútil su fusilamiento".

## Patrimonio inmaterial
- 17 de enero: San Antón
- Primer o segundo domingo de agosto: Romería, procesión y danzas a la ermita de Oca. Fiesta popular con verbena y cuadrillas.